# 塔夫达区
塔夫达区（羅馬化：Tavdinskiy rayon）是俄罗斯斯维尔德洛夫斯克州的一个区，行政中心为塔夫达，面积6,560.58平方（2,533.05平方英里）。该区2010年人口6,885；2002年人口9,592；1989年人口11,392。